# Ultimate Spider-Man
Ultimate Spider-Man (рус. Совершенный Человек-Паук) — серия комиксов о Человеке-Пауке, являющаяся переделкой основной серии. Проект был создан в рамках вселенной Ultimate Marvel. Ultimate Человек-паук существует наряду с другими персонажами Marvel Comics, обновлёнными в Ultimate Marvel, включая Ultimate X-Men, Ultimate Fantastic Four и Ultimates.
Главным героем Ultimate Spider-Man является 15-летний школьник Питер Паркер, живущий в Квинсе, Нью-Йорке. Во время экскурсии в «OsCorp» его кусает генетически изменённый паук и дарует ему сверхчеловеческие силу, ловкость, паучьи рефлексы, а также умение ползать по стенам. Благодаря дарованным способностям он быстро набирает популярность, но вместе с тем становится жестоким. Когда преступник, которого Питер раннее не захотел остановить, убивает его дядю Бена, Питер понимает смысл слов сказанных им: «С великой силой приходит великая ответственность». Питер становится Человеком-Пауком и посвящает свою жизнь борьбе с преступностью. Он пытается сбалансировать жизнь супергероя со своими школой, работой, девушкой и овдовевшей тётей.
Ultimate Spider-Man впервые был опубликован в 2000 году. Художником стал знаменитый Марк Багли, а сценаристом Брайан Майкл Бендис. Этот дуэт продолжал сотрудничать вплоть до Ultimate Spider-Man #111, когда Марк Багли покинул проект и был заменён Стюартом Иммоненом.
Впоследствии серия стала бестселлером и побила продажи нескольких основных серий Marvel, в том числе классическую Amazing Spider-Man. После выпуска Ultimate Spider-Man #133 серия была возобновлена. Брайан Майкл Бендис так и остался сценаристом, а Дэвид Лафуэнте стал художником. Перезапуск длился недолго. Оригинальная нумерация возобновилась с 16 выпуска (# 150), однако с #160 серия сменила название на Ultimate Comics: Spider-Man, где главным героем стал Майлз Моралес, сменивший погибшего Питера Паркера. Новым художником стала Сара Пичелли. Первое издание Ultimate Spider-Man #1 высоко ценится в сфере комиксов и является одним из ценнейших комиксов современности.

## История публикаций
Ultimate Spider-Man была первой серией, вышедшей в рамках Ultimate Marvel. Билл Джемез считал, что история, начавшаяся более 40 лет назад, станет недоступной для молодых читателей. Потому он и захотел «начать заново» Человека-паука. Изначально редактор Джо Кесада был против ввиду того, что предыдущая попытка возродить историю Человека-паука Spider-Man: Chapter One не увенчалась успехом.
Хотя история происхождения Человека-паука в Amazing Fantasy #15 занимала всего 15 страниц, история Бендиса заняла семь выпусков. Сам Бендис решил уделять каждой истории по шесть выпусков.
Первые выпуски комикса были хорошо восприняты поклонниками и критиками, что усилило доверие к Ultimate Marvel. После выпуска Ultimate Spider-Man (наряду с Ultimate X-Men) Кесада и Джемез расширили вселенную Ultimate Marvel до выхода Ultimates и Ultimate Fantastic Four. Бендес назвал Ultimate Spider-Man #13, название которого «Исповедь», где Питер признаётся Мэри Джейн, что он — Человек-паук, своим любимым выпуском, так как в нём он показал доверие редакции Marvel к нему. По словам создателей, серия успешно продавалась в основном потому, что Бендис и Багли быстро нашли общий язык.
16 августа 2006 года Марк Багли объявил, что покинет проект после выпуска Ultimate Spider-Man #111. На место Багли пришёл художник Стюарт Иммонен, уже работавший с Ultimate Marvel в Ultimate Fantastic Four. Чтобы продемонстрировать своё искусство, он и Бэгли разделили Ultimate Spider-Man #111 на две части, где первую часть рисовал Багли, а вторую сам Иммонен. Ultimate Spider-Man #133 стал последним выпуском серии, до выхода Ultimatum: Spider-Man Requiem, рассказывающий о том, что произошло после событий Ultimatum. Несмотря на очевидное закрытые проекта, в августе 2009 года Ultimate Spider-Man был возобновлён со сценаристом Брайаном Майклом Бендисом и художником Дэвидом Лафуэнтом. Последним выпуском серии стал Ultimate Spider-Man #160. Впоследствии проект был возрождён в Ultimate Comics: Spider-Man в изображении Сары Пичелли.

## Персонажи
- Питер Бенджамин Паркер / Человек-паук — является застенчивым, умным студентом средней школы, который живёт в Форест-Хилс, Куинс, Нью-Йорке, с его дядей Беном и тетей Мэй Паркерами. В начале серии ему пятнадцать лет. На экскурсии в Озборн Индастриз Питера кусает генетически изменённый паук, но вместо того, чтобы умирать, как ожидается, Питер начинает открывать в себе различные сверхчеловеческие способности. Во время драки в своей школе Питер блокирует удар Флэша Томпсона и тем самым ломает ему руку. Он зарабатывает деньги на реслинге и создает себе костюм. Позже Питер отказывается поймать бежавшего мимо преступника, который потом убивает дядю Бена. Охваченный чувством вины, Питер надевает свой костюм с ринга и посвящает свою жизнь борьбе с преступностью. Ему удается полностью изучить исследования отца, формулу искусственного клея. Питер пытается сбалансировать жизнь между школой, работой и личной жизнью.
- Мэй Паркер — является независимой женщиной 50-ти лет, которая работает в качестве секретаря и регулярно ходит к терапевту из-за переживаний по поводу смерти мужа. Мэй питает ненависть к Человеку-пауку, потому, что он скрывает своё лицо под маской. В Ultimate Spider-Man № 99, Питер открыл ей свою тайну, чтобы она перестала бояться воскресшей Гвен. Изначально она злится, но позже успокаивается и принимает это. Тетя Мэй боится за Питера, так как тот постоянно рискует своей жизнью, но не может запретить ему сражаться.
- Бен Паркер — дядя Питера, который был убит грабителем в ранних сериях комикса. В отличие от классической версии, он одевался вполне современно, но в некоторой степени необычно, также носил прическу «конский хвост», чем вызывал насмешки одноклассников Питера. Именно смерть Бена сподвигла Питера на супергеройскую деятельность.
- Мэри Джейн Уотсон — подруга и соседка Питера. Она является первым человеком, которому Питер раскрывает свой секрет, чтобы она заботилась о его травмах и костюме. Хотя они любят друг друга, жизнь Питера как Человека-паука часто опасна для их отношений. Один раз она была превращена в существо, похожее на гоблина. Была излечена Ридом Ричардсом из Фантастической Четверки. Порвала с Питером после событий Ультиматума, но вскоре возобновила с ним романтические отношения. В отличие от классической версии, она мечтает стать журналистом и часто делает успешные репортажи благодаря своей близости с известным супергероем.
- Гарри Озборн — сын Нормана Озборна и лучший друг Питера. Недавно превратился в Хобгоблина, после этого его отправили под стражу Щ. И. Т. А., но освободили, чтобы он остановил Гоблина. Во время сражения он снова стал Хобгоблином, и был убит собственным отцом.
- Флэш Томпсон — хулиган, который издевался над Питером Паркером и, видимо, был влюблен в Гвен Стейси.
- Гвен Стейси — девушка-подросток, появившаяся в сюжете про КингПина. Отец — офицер полиции. Очень смелая и чувствительная девушка. Во время первой встречи с Конгом Харланом угрожала ему ножом, требуя, чтобы тот больше никогда не прикасался к Питеру Паркеру. Позже возненавидела Человека-паука из-за того, что преступник-самозванец в костюме героя убил её отца. После этого Гвен стала жить в доме Паркеров. Погибла от рук Карнажа, но гораздо позже вернулась. Оказалось, что она была клонирована Доктором Осьминогом и получила способности монстра, убившего её. Во время битвы с Ником Фьюри её пытается остановить Фантастическая Четверка, и им это удаётся. Гвен отправлена в тюрьму Щ.И.Т. Вскоре обезумевший Веном поглощает Карнажа, и Гвен окончательно становится обычным человеком. Сыграла главную роль во время событий Ультиматума.
- Джессика Дрю / Женщина-паук — женский клон Питера Паркера, созданная Отто Октавиусом. Появилась в № 98 «Сага о клонах». Её первая встреча с Питером прошла неудачно, так как он думал, что она похитила Мэри Джейн Уотсон, и напал на неё. Джессике пришлось его угомонить, и в схватке она сильно пустила Питеру в лицо паутину, из-за чего он потерял сознание. Во время второй встречи Джессика спасла Питера от агентов Щ.И.Т., затем раскрыла ему свою личность. Позже они вместе спасли Мэри Джейн и сразились с Отто Октавиусом. Из всех пяти клонов Человека-паука, лишь она и Скорпион выжили. Во время Ультиматума искала Питера, по просьбе Тёти Мэй, но находит лишь рваную маску Человека-паука. В сюжете Ultimate Comics Doom становится агентом Щ. И. Т.
- Лиз Аллан — лучшая подруга Мэри Джейн. В большинстве серий проявляет свою мутантофобию. Недавно было обнаружено, что она сама является мутантом. В конечном счёте она становится Огненной Звездой, и вскоре после этого Питер открывает ей свою тайну.
- Конг МакФарлейн — раньше издевался над Питером, был большим фанатом Человека-паука, пока не узнал, что это и есть Питер. Также он испытывает чувства к Китти Прайд, после Ультиматума он и Китти разошлись, но когда федеральные агенты собирались схватить Прайд, Конг заступился за неё. После всего Конг уехал к своей маме в Висконсин.
- Китти Прайд — являлась членом команды Людей Икс. Носит костюм и маску, когда борется с Человеком-Пауком как Девушка-паук. Их любовные отношения с пауком были очень сложны, так как они жили далеко друг от друга, однако, когда Китти увидела поцелуй Питера и Мэри Джейн, их любви настал конец. В Ultimate Spider-Man № 106 Китти переводится в школу Питера, после того как Профессор Ксавье погибает. Несмотря на разрыв с Питером, она по прежнему испытывает к нему сильные чувства.
- Чёрная Кошка — Фелиция Харди обвиняет Кингпина в смерти своего отца. Она влюбляется в Человека-Паука, однако, когда в № 85 видит что это всего лишь 15-летний мальчишка, рвёт на его костюм.
- Ник Фьюри — глава Щита. Хочет присоединить Питера к команде Алтимейтс, когда тот повзрослеет. Является ярым ненавистником Нормана Озборна и хочет чтобы все узнали о его препарате. После «Ultimate Сага клонов» Ник Фьюри стал более дружелюбен к Питеру. Был отправлен в другую вселенную. Позже вернулся в событиях Ультиматума чтобы победить Магнето.
- Курт Коннорс — является профессором университета Эмпайр-Стейт, спонсировал проект «Веном». Пытается с помощью сыворотки ДНК ящерицы отрастить себе новую руку, утраченную во Вьетнамской войне, однако превращает себя в ужасного монстра Ящера. Случайно из крови Питера создаёт Карнажа.

### Враги
- Зелёный гоблин — главный и первый враг Паука. Был сильно ранен в схватке с Пауком, но всё же добился своего — убил Питера Паркера. В серии Miles Morales Ultimate Spider-Man вернулся и встретил нового Человека-Паука однако появился Питер Паркер и он проиграл битву.
- Доктор Осьминог — В «Ultimate Сага клонов» создал пять клонов Человека-паука, вскоре был побеждён Питером Паркером и его женским клоном по имени Джессика Дрю, из-за отказа убить Питера Паркера был убит Гоблином.
- Красный Омега — появился в нескольких выпусках.
- Карнаж — живой организм, созданный доктором Куртом Коннорсом во время экспериментов с кровью Питера Паркера. Для восстановления своей повреждённой ДНК убивает людей, в том числе Гвен Стейси. В Ultimate Spider-Man #100 было выявлено, что клон Гвен Стейси был в состоянии превращаться в Карнажа в припадках гнева. Во время сюжетной линии Война симбиотов был поглощён Веномом.
- Веном — студент университета по имени Эдди Брок-младший, который был другом детства Питера Паркера. Также он является сыном Эдварда Брока-старшего, учёного, который совместно с Ричардом Паркером разработал костюм Веном. Слился с ним, после того, как Питер уничтожил другую половину образца, но потерпел поражение от него и исчез на долгое время. Впоследствии вернулся и слился с Карнажем, а затем был захвачен Жуком.
- Шокер — обычный грабитель по имени Герман Шульц, которого Человек-паук не воспринимает как серьёзную угрозу. Однажды ему удалось захватить супергероя, но тот был спасён Китти Прайд.
- Р. И. Н. О. — человек, использующий механические доспехи носорога. Во время своего первого появления был остановлен Железным человеком.
- Кингпин — глава преступного мира Нью-Йорка, чьё настоящее имя — Уилсон Фиск. Прежде был меценатом в глазах общественности, но был разоблачён Человеком-пауком. Несмотря на то, что он видел лицо супергероя, он не знал его настоящее имя. Его жена находится в коме, поэтому Фиск ищет любые средства, чтобы вернуть её к жизни. Купил права на образ Человека-паука, а затем был посажен в тюрьму совместными усилиями героя и Лунного рыцаря. Впоследствии вышел на свободу, но был убит Мистерио.
- Громилы — приспешники Кингпина. В группу входят: Монтана Бэйл, Красавчик Дэн Креншоу и Бруно "Бык" Санчес. Во время сюжетной линии Воины перешли на сторону Кувалды.
- Электра — правая рука Кингпина. Является мастером боевых искусств.
- Электро — один из киллеров Кингпина. Макс Диллон получил свои способности в результате генетического эксперимента, организованного Джастином Хаммером.
- Песочный человек — Флинт Марко получил способность превращать своё тело в песок и управлять им в ходе эксперимента, который был организован Джастином Хаммером.
- Крэйвен-охотник — ведущий собственного реалити шоу по имени Сергей Кравинофф. Он пытался убить Человека-паука, чтобы повысить рейтинги шоу. В дальнейшем прошёл эксперимент, в результате которого превратился в волкоподобного монстра.
- Ящер — чудовищная сущность доктора Курта Коннорса, который, в попытках вернуть потерянную руку, скрестил своё ДНК с ДНК ящерицы.
- Хобгоблин — в Ultimate-вселенной является Гарри Озборном, который принял сыворотку ОЗ, как и его отец. При этом он превращается в оранжевого монстра, способного манипулировать огнём. В Ultimate Spider-Man #117 Гарри был убит собственным отцом.
- Серебряный Соболь — наёмница, которая руководит собственной группой под названием Дикая стая. У неё было тяжёлое детство, поскольку отец не обращал на дочку никакого внимания, а мать злоупотребляла алкоголем. Когда отец умирал, Соболь простила его, узнав, что тот охотился на нацистов, после чего переняла его дело. Её нанимает Дональд Роксон, чтобы узнать личность Человека-паука. Впоследствии работает на Боливара Траска и пытается захватить Венома.
- Дэдпул — изуродованный киборг и анти-мутантский экстремист, который охотится на мутантов в реалити-шоу Моджо. Хотя эта версия Дэдпула появляется в игре «Spider-Man: Shattered Dimensions», своим поведением она больше напоминает классического Дэдпула.
- Стервятник — бывший агент Щ.И.Т.а по имени Блэка Драго, нанятый Тинкерером. Его прообразом выступил актёр Джейсон Стейтем.
- Мистерио — таинственный чародей, который может создавать спецэффекты и иллюзии с помощью своих передовых технологий.
- Тинкерер — изобретатель по имени Элайджа Стерн, который нанял Стервятника, Жулана и Красного Омегу, чтобы напасть на своего бывшего работодателя Дональда Роксона. Прообразом Ultimate-версии Тинкерера выступил актёр Пол Джаматти.
- Жук — агент из Латверии, дебютировавший в сюжетной арке Война симбиотов, которому было поручено отправиться в Нью-Йорк, чтобы получить образец Венома. Был обнаружен Человеком-пауком, однако решил избежать сражения с ним. Впоследствии был спасён им же от разъярённого Венома. В финале истории захватил Эдди Брока вместе с симбиотом и отправился на родину.
- Рингер — преступник, помышляющий ограблениями банков. Во время своего первого появления был остановлен Человеком-пауком и Призрачной кошкой и передан полиции. Впоследствии попытался украсть ценные бриллианты, но вновь потерпел поражение от руки Человека-паука. Позднее, в Ultimate Comics: Spider-Man пытается ограбить банк, но его побеждает новый Человек-паук.
- Мистер Биг — глава Громил Уилсона Фиска. Фосвелл планировал свергнуть Кингпина, из-за чего выдал Человеку-пауку информацию о его местоположении. Тем не менее, Кингпин узнал о предательстве Фосвелла и его попытки покушения с помощью Человека-паука, после чего раздавил голову Мистеру Бигу голыми руками. В этой вселенной также существует другой Фредерик Фосвелл. Он был автором статьи, посвящённой смерти Человека-паука и раскрытия его личности в лице Питера Паркера.

## В других медиа

### Телевидение
- По первоначальной задумке мультсериал «Человек-паук» 2003 года должен был являться адаптацией комикса Ultimate Spider-Man, однако, в конечном итоге он стал вольным продолжением картины «Человек-паук» 2002 года от режиссёра Сэма Рэйми[6].
- Мультсериал «Новые приключения Человека-паука» 2008 года заимствует некоторые элементы из комикса Ultimate Spider-Man: Питер Паркер и его друзья ходят в школу, в то время как сам Питер является другом детства Эдди Брока и подбирает симбиота в научной лаборатории[7].
- С 2012 по 2017 год на канале Disney XD транслировался мультсериал «Великий Человек-паук», в оригинале разделяющий общее названием с комиксом[8][9]. Также Питер Паркер имел схожую внешность с главным героем комикса Ultimate Marvel. В четырёхсерийном эпизоде «Паучья Вселенная» была представлена реальность, основанная на Ultimate-вселенной, в которой Питер Паркер также погиб в сражении в юном возрасте, а личность Человека-паука принял охваченный чувством вины Майлз Моралес[10].

### Кино
В экранизациях Columbia Pictures и Marvel Studios было несколько заимствований из Ultimate-вселенной:
- В фильме «Человек-паук» 2002 года Сэма Рэйми Питер Паркер и Гарри Озборн были школьными друзьями[11]. Генетически модифицированный паук укусил Питера во время школьной экскурсии. Питер не стал останавливать грабителя после того, как его обманули организаторы реслинга. Ко всему прочему, Зелёный гоблин попытался сбросить с моста Мэри Джейн Уотсон вместо Гвен Стейси.
- В фильме «Новый Человек-паук» 2012 года Марка Уэбба Питера кусает радиоактивный паук, созданный корпорацией «Озкорп». Некоторое время спустя, он сбегает из дома после ссоры со своим дядей Беном, когда тот заводит разговор о его отце. Он позволяет преступнику ограбить продуктовый магазин, а также ходит в одну школу с Гвен Стейси[12].
- В картине «Новый Человек-паук. Высокое напряжение» 2014, где Уэбб также выступил режиссёром, Питер прослушивает запись своего отца, который объясняет, почему им с матерью Питера пришлось покинуть его, когда тот был ребёнком. Дружба Питера с Гарри Озборном смоделирована по образцу дружбы Паркера и Эдди Брока-младшего, поскольку они были друзьями детства, которые не виделись долгое время, в то время как их отцы работали над одним проектом.
- «Человек-паук: Возвращение домой» 2017 года от режиссёра Джона Уоттса также адаптирует некоторые моменты из комиксов Ultimate. Питер и его тётя Мэй значительно моложе. Тони Старк / Железный Человек, личность которого также адаптирована из комиксов Ultimate, является наставником Питера, а также носит аналогичную броню из Ultimates. Аарон Дэвис занимается преступной деятельностью и упоминает своего племянника Майлза Моралеса. Лучший друг Питера Нед Лидс создан по образу лучшего друга Майлза, Ганке Ли[13].
- В сиквеле «Человек-паук: Вдали от дома» 2019 года Ник Фьюри берёт на себя роль наставника по отношению к Питеру, а одноклассница Питера Эм-Джей раскрывает его личность самостоятельно, однако Питер подтверждает её догадки, раскрыв свой секрет[14].
- Версия, основанная на Ultimate-воплощении Человека-паука, появляется в анимационном фильме Sony Pictures «Человек-паук: Через вселенные» 2018 года, озвученная Крисом Пайном[15][16]. В отличие от комиксов, этот Питер блондин, дожил до 20 лет, женился на Мэри Джейн Уотсон и получал прибыль от товаров с Человеком-пауком, что позволило ему построить супергеройское логово со множеством гаджетов и костюмов[17]. Во время битвы с Зелёным Гоблином и Бродягой он отдаёт Майлзу Моралесу флешку, позволяющую отключить разработанное Кингпином устройство по перемещению в другие вселенные. Затем, Фиск добивает Питера, получившего ранения после сражения с Гоблином. После его смерти весь Нью-Йорк погружается в траур, в ходе которого Моралес вдохновляется примером Паркера и решает продолжить его дело. Ко всему прочему, поскольку фильм частично базируется на Spider-Men, в реальность Майлза попадает взрослый Паркер, который обнаруживает, что его аналог погиб, а также объединяется с Моралесом, который помогает ему вернуться домой[18].
- В фильме «Человек-паук: Нет пути домой» Питер на некоторое время объединяется с пятёркой злодеев из других вселенных, чтобы помочь им излечиться от их способностей. В комиксе Ultimate Six Человек-паук также некоторое время был неофициальным членом команды[19].

### Видеоигры
- Ultimate Человек-паук появляется на страницах буклета с инструкцией к игре Spider-Man 2: Enter Electro.
- Ultimate Человек-паук является главным героем игры Ultimate Spider-Man 2005 года, основанной на одноимённом комиксе[20] и являющейся альтернативной версией сюжета «Война симбиотов». Сценаристом игры выступил Брайан Майкл Бендис[21]. Паркера озвучил Шон Маркетт[22].
- Ultimate Человек-паук является главным героем игры Spider-Man: Battle for New York 2006 года, где его озвучил Джеймс Арнольд Тэйлор. Игра выступает приквелом к Ultimate Spider-Man 2005 года[23].
- Ultimate Человек-паук является игровым персонажем в Spider-Man: Toxic City, вышедшей для мобильных устройств.
- Джош Китон озвучил Ultimate Человека-паука в Spider-Man: Shattered Dimensions[24], где он выступает одним из 4 игровых персонажей[25][26]. В игре Мадам Паутина даёт ему костюм симбиота и использует свои телепатические способности, чтобы не допустить захвата его разума. Питер добывает обломки «Скрижали Порядка и Хаоса», победив Электро, Дэдпула и Карнажа из своей вселенной. Затем он вместе с тремя другими Людьми-пауками противостоит Мистерио.
- Эндрю Чайкин озвучил Ultimate Человека-паука в мобильной игре Ultimate Spider-Man: Total Mayhem[27][28].

### Аттракцион
Интерактивный аттракцион, основанный на классической и Ultimate вселенных Marvel, был построен на Ниагарском водопаде как часть «Города приключений суперегеров Marvel». В поездке гости помогают Человеку-пауку останавливать разных злодеев, стреляя в них из лазеров. Внешний вид Человека-паука основан на его Ultimate-версии.